# 相良頼貞
相良 頼貞（さがら よりさだ）は、肥後の武将。相良氏の当主・晴広の次男。

## 生涯
天文13年（1544年）、相良晴広の次男として生まれるが、偶然にも腹違いの長男・義陽と同じ日に誕生した。
その気性は大変荒く、これを憂えた父・晴広により出家させるようにと遺命されていたため、弘治2年（1556年）、永国寺に入れられ泰雲和尚に弟子入りして「奝雲（てううん）祖栄」と称する。
しかし、元来武勇を好む性分であったため、20歳を過ぎた頃に勝手に還俗し八代に住むようになった。その後、島津氏の水俣城攻めが開始される前後に義陽と対立、八代の谷山に押し込められたが逃げ出し、飯野（あるいは栗野とも）に移り住んだという。
天正9年（1581年）12月2日、義陽が響ヶ原（宇城市豊野）にて戦死すると、その後継に座ろうと同月22日に飯野から出兵して常秀寺へと入った。これに多良木の地頭・岩崎加賀守が同調している。またこの際に頼貞は人吉城を攻撃したらしく、この戦いにより岡本頼氏が負傷、その体内から火縄銃の玉が二個摘出されている。
深水長智は頼貞の元へ出向き、「人吉城の者は頼貞に従う意志があるが、上球磨の者達の意志が不明である為、出向いてほしい」との虚言を伝え、それを承諾して上球磨へと出向いた頼貞勢を島津勢が囲み、この謀反を成功させる難しさを説く。頼貞はこれに諭され岩崎加賀と共に兵を退き、日向国へと去った。
その後の消息は不明。日向国の伊東氏を頼ったとの史書もあるが、この頃既に伊東氏は日向国を追われており不可能である。
娘が一人ありのちに球磨に戻ったが、寛永17年（1640年）のお下の乱に巻き込まれて自害した。